# Ninì Ardito
Pasquale Ardito, meglio noto come Ninì Ardito (Ottaviano, 1º gennaio 1933 – Napoli, 25 gennaio 2016), è stato un arbitro di pallacanestro italiano.
Ha diretto in Serie A per 6 anni dal 1968 al 1974; dal 1971 è divenuto arbitro internazionale FIBA.
Terminata l'attività nel 1974, è successivamente divenuto Istruttore Nazionale, ritirandosi definitivamente nel 1998.
Nel 2010 è stato inserito nell'Italia Basket Hall of Fame.